# Konrad Rösel
Konrad Rösel (* 8. Dezember 1905 in Pirna; † 15. September 1994 in Riesa) war ein deutscher Lehrer, Volkskundler und Heimatforscher.

## Leben
Bereits frühzeitig zog Rösel mit seinen Eltern von der Elbe in das Erzgebirge. In Schlettau, Annaberg und Crottendorf verbrachte er seine Jugend und besuchte von 1920 bis 1927 das Lehrerseminar in Annaberg. Kurzzeitig als Lehrer in Crottendorf eingesetzt, studierte er im Anschluss an der Universität Leipzig Germanistik, Geschichte, Französisch und lateinische Philologie. Er spezialisierte sich auf erzgebirgische Mundartforschung, Siedlungsgeschichte und Namenkunde, worüber er zahlreiche Veröffentlichungen vorlegte. Nachdem er einige Zeit als Austauschlehrer in Südfrankreich eingesetzt war, kehrte Rösel als Lehrer nach Annaberg zurück. Von 1936 war Konrad Rösel bis 1971 in Riesa als Lehrer tätig, zuletzt ab 1960 an der Erweiterten Oberschule "Max Planck". Zeitweilig wirkte er in dieser Zeit auch als Dozent an der Verkehrshochschule in Dresden und an der Volkshochschule Riese, wo er französische Sprache unterrichtete.
Zeitweilig war Konrad Rösel auch als Redakteur und Herausgeber für den DDR-Verlag Volk und Welt in Berlin tätig, wo er sich besonders der Herausgabe von methodischem Material für den Schulunterricht in Deutsch befasst war. Ferner schrieb er mehrere Artikel für die Fachzeitschriften Deutschunterricht, Fremdsprachenunterricht und Sprachpflege. Von 1955 bis 1994 unterstützte er den Kalender Sächsische Gebirgsheimat mit Beiträgen aus eigener Feder und als Lektor für die Gebiete Erzgebirge und Sächsische Schweiz. Ferner arbeitete er ab 1955 am Wörterbuch der obersächsischen Mundarten mit. Er erarbeitete u. a. das Manuskript Die Flurnamen des Kreises Annaberg, in dem er über 11.000 Flurnamen erfasste. Ferner wirkte er am Band 30 der Reihe Werte der deutschen Heimat (Von Oschatz nach Riesa) mit.
Politisch war er als NDPD-Mitglied gesellschaftlich aktiv. Ferner unterstützte er die Arbeit des Kulturbundes der DDR (Arbeitskreis Nordsächsische Elbaue) und den Bezirksfachausschuss Volkskunde im Bezirk Dresden.
Nach Ansicht von Manfred Bachmann gehörte Konrad Rösel zu den Pädagogen, die die Heimat- und Volkskunde als notwendige Elemente der sozialistischen Erziehung begreifen.

## Schriften (Auswahl)
- Christian Lehmanns ‚Dubenroisches Gelatsch‘. In: Sächsische Heimatblätter, Heft 9/1961, S. 579–582 und Heft 2/1962, S. 115–118.

## Auszeichnungen
- Pestalozzi-Medaille in Silber
- Aufbaunadel des NAW in Bronze, Silber und Gold
- Ehrennadel für heimatkundliche Leistungen in Silber und Gold
- Johannes-R.-Becher-Medaille in Silber